# Georges Manolescu
Georges Manolescu (eigentlich Georgiu Mercadente Manulescu; * 19. Mai 1871 in Ploiești; † 2. Januar 1908) war ein rumänischer Hoteldieb, Heiratsschwindler und Hochstapler aus der Zeit der Belle Époque.

## Leben
1884 desertierte der damals 13-jährige Manolescu, Sohn eines Kavalleristen, aus der rumänischen Armee und reiste nach Wien und nach Paris. Dort wurde er wegen Hoteldiebstahls verurteilt, aber 1889 begnadigt. Er reiste erst nach Rumänien, dann nach Amerika und kehrte im Januar 1897 nach Europa zurück. In Nizza wurde er erneut wegen Diebstahls verurteilt, ging nach der Haftentlassung nach Genua, wo er als Fürst Lahovary (Friedländer schreibt stets Lahowari) die deutsche Gräfin Angelika Wilding von Königsbrück  (* 2. Mai 1870; † 14. Februar 1945) heiratete. 1899 wurde eine Tochter geboren und die Familie zog nach Lindau am Bodensee. Er verließ seine Familie, ging nach Luzern und wurde dort erneut verhaftet und verurteilt. Die Ehe wurde 1904 geschieden.
Weihnachten 1900 begann ein höchst erfolgreicher Beutezug durch Berliner Hotels.
Erst am 15. Januar 1901 wurde er in Genua festgenommen.
Der Prozess gegen ihn vor der dritten Strafkammer des Landgerichts Berlin I erlangte ein gewaltiges Publikumsinteresse und er selbst erreichte große Popularität.
Schnell stellte sich heraus, dass der Dieb aus einem rumänischen Dorf als „Fürst Lahovary“ in der besseren Gesellschaft bekannt und beliebt war. Sein Helfershelfer, Prinz Nicotin recte Ignaz Skamperl, wurde ebenfalls zur Verantwortung gezogen.
Verschiedene medizinische Sachverständige gaben während des Prozesses übereinstimmend ihr Gutachten dahin ab, dass der Angeklagte geisteskrank sei und daher nicht ins Gefängnis, sondern in eine Pflegeanstalt gehöre. Er wurde tatsächlich freigesprochen, aber in die Städtische Irrenanstalt zu Dalldorf überführt.
Dort verdiente sich Manolescu seinen Lebensunterhalt erfolgreich mit seinen Memoiren, betitelt Ein Fürst der Diebe, die, angeblich von Paul Langenscheidt aus dem Französischen übersetzt, doch wohl viel eher direkt von ihm als Ghostwriter verfasst, 1905 in dessen Verlag erschienen. Für den Verzicht auf die Niederschrift einiger Abenteuer soll er von den ehemals Beteiligten allerdings deutlich mehr Geld bekommen haben als für die Memoiren selbst. Die Fortsetzung der Manolescu-Memoiren hieß Gescheitert. Aus dem Seelenleben eines Verbrechers.
Manolescu starb im Alter von sechsunddreißig Jahren an den Folgen der Amputation eines Stücks seiner Schulter.

## Sonstiges
Für den zweiten Band der Memoiren versuchte Paul Langenscheidt 1907 erfolglos, Karl May als Autor zu gewinnen, der seinerseits zuvor wegen Hochstaplerei im Zuchthaus gesessen hatte.
Seine Memoiren (besonders der zweite Teil) dienten Thomas Mann als Inspiration für seinen Roman Bekenntnisse des Hochstaplers Felix Krull.
Manolescus Lebensgeschichte wurde 1920 (Manolescus Memoiren von Richard Oswald), 1929 (Manolescu – der König der Hochstapler von Viktor Tourjansky) und 1932/33 (Manolescu, der Fürst der Diebe von Willi Wolff) für das Kino verfilmt. Weiterhin gab es 1972 eine Fernsehverfilmung von Hans Quest unter dem Titel Manolescu – Die fast wahre Biographie eines Gauners.
Ernst Lubitsch nahm Georges Manolescu als Vorbild für seinen Juwelendieb und Hochstapler „Gaston Monescu“ in der Filmkomödie Ärger im Paradies (1932). 
In der Hörspielreihe Professor van Dusen tritt die Figur des Georges Manolescu in den Folgen Stimmen aus dem Jenseits (als angeblicher Graf Páloczi) und Wer stirbt schon gern in Monte Carlo (als angeblicher Marchese de la Rocca) auf. In letzterer wird er als der Hochstapler Manolescu wiedererkannt und am nächsten Tag tot in seinem hermetisch verschlossenen Hotelzimmer aufgefunden.

## Memoiren
- Georges Manolescu: Fürst Lahovary. Mein abenteuerliches Leben als Hochstapler. Aus dem Französischen von Paul Langenscheidt. Manesse, Zürich 2020, ISBN 978-3-7175-2514-1.[4]